# Mantelbrücke

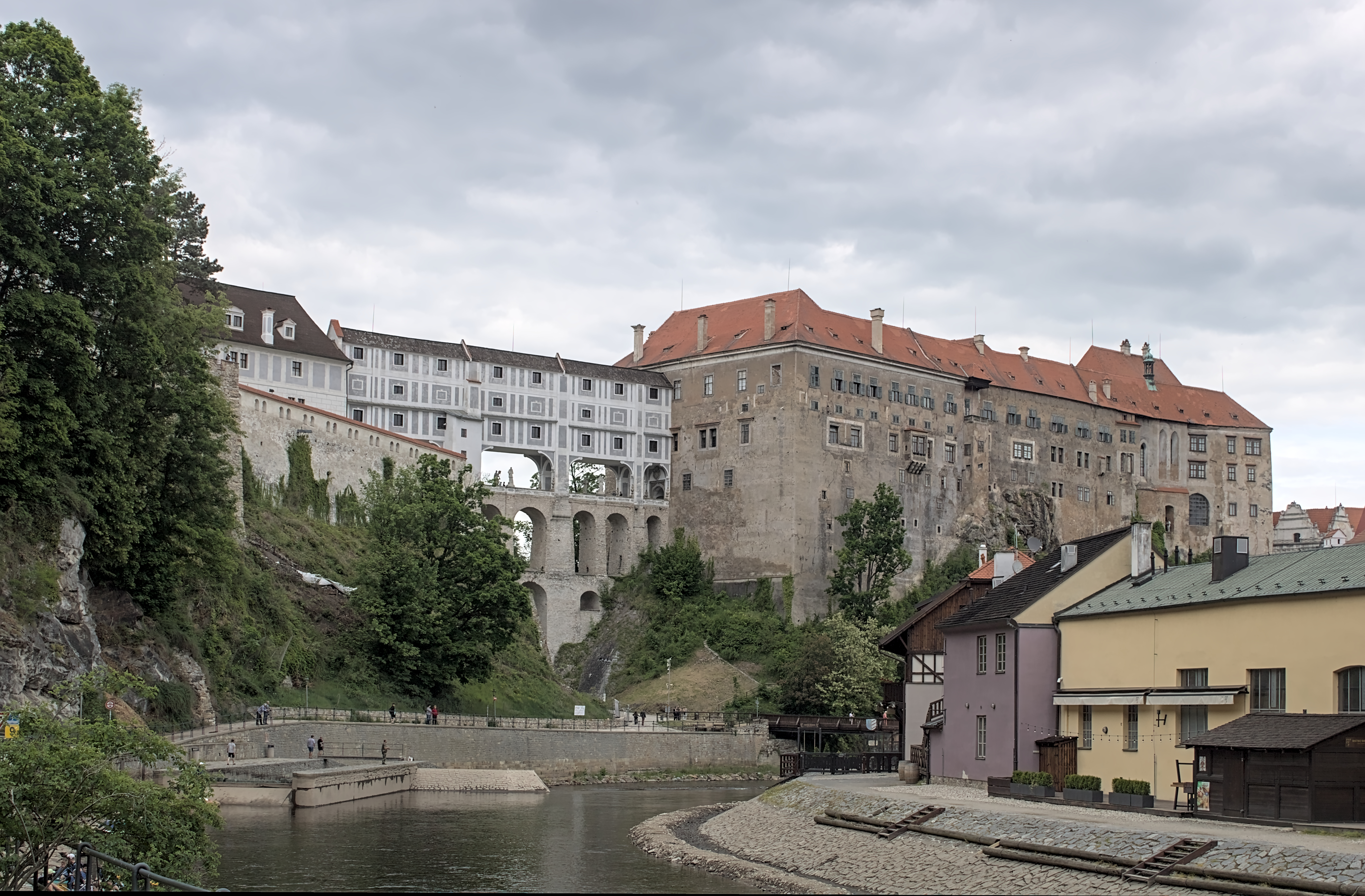
Mantelbrücke mit Schloss, von Süden aus gesehen

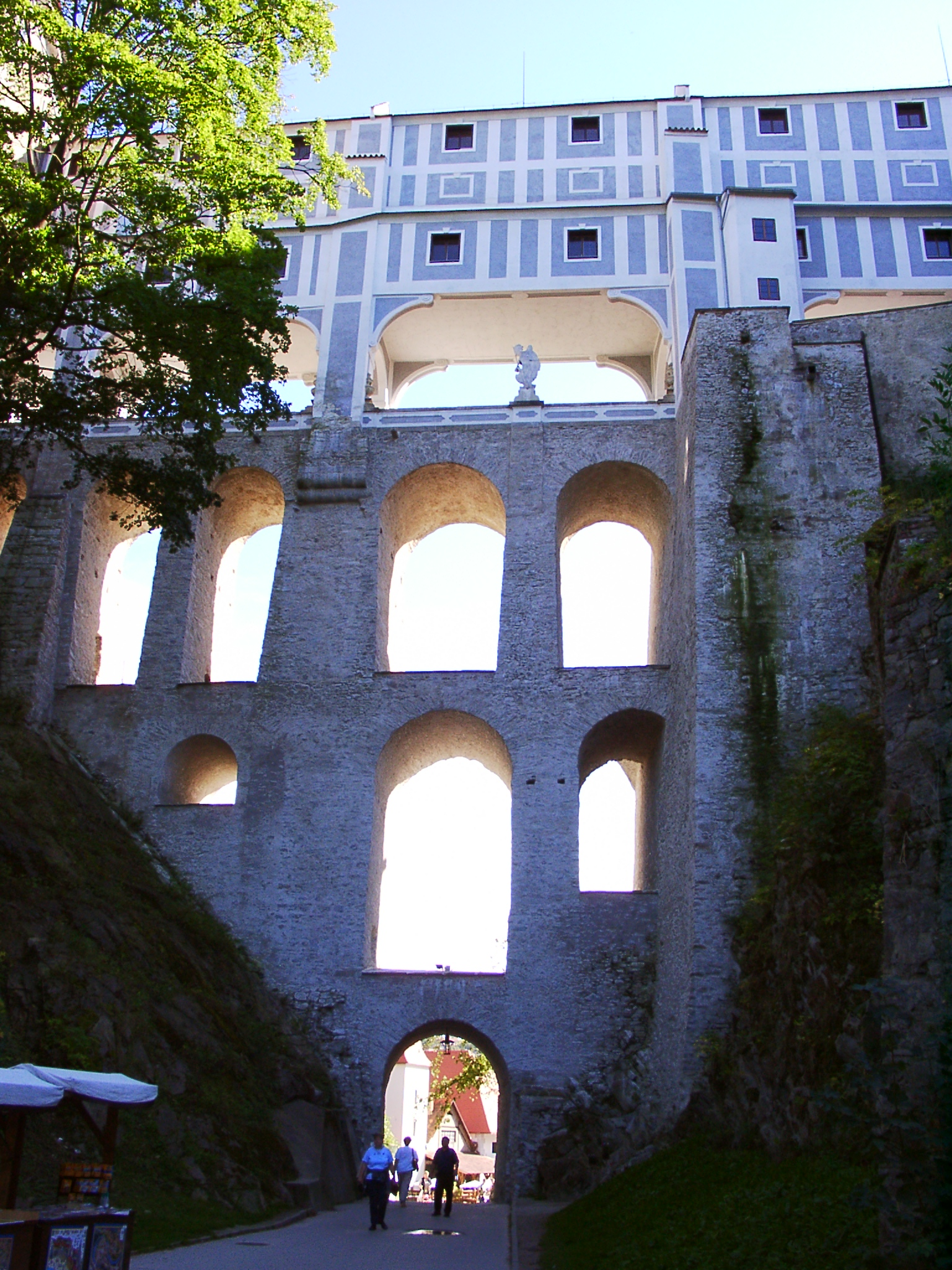
Mantelbrücke, von Norden aus gesehen

Die Mantelbrücke ist eine mehrstöckige Brücke in Český Krumlov (dt. Krumau), die den Burggraben des dortigen Schlosses überspannt.
Der offene Durchgang verbindet zwei Höfe des Schlosses miteinander; darüber befinden sich zwei weitere geschlossene Stockwerke (mit einem weiteren Zwischengeschoss), die die Gebäude auf beiden Seiten verbinden. Erstmals erwähnt wurde die Brücke im 15. Jahrhundert; das heutige Aussehen der Brücke stammt aus dem Jahr 1777. Zusammen mit dem Schloss zählt die Brücke zum UNESCO-Welterbe.